# پی و بی
پی و بی (سوئدی: P&B) یک فیلم سوئدی به کارگردانی هانس آلفردسون است که در سال ۱۹۸۳ منتشر شد.

## بازیگران
- استلان اسکاشگورد
- آلان ادوال
- لنا نیمان
- بیورن گوستافسون
- اوسا بیرکروت
- توماس آلفردسون
- دورا سودربری
- تاگه دانیلسون
- هانس آلفردسون